# Zigeuner-Boxer
Zigeuner-Boxer ist ein Theaterstück der deutschen Schriftstellerin Rike Reiniger, das die Geschichte des deutschen Boxers und Sinto Johann Wilhelm Trollmann zum Gegenstand hat. Es wurde am 23. Oktober 2011 im Badischen Staatstheater in Karlsruhe uraufgeführt.

## Handlung
Das Stück handelt von Hans und seiner Erinnerung an die Freundschaft mit Ruki, der ihn als Jugendlicher zum Boxen brachte. Als junger Mann wird Ruki unter dem Kampfnamen „Zigeuner-Boxer“ bekannt, bis ihm die Nationalsozialisten das Boxen verbieten. Im Arbeitslager begegnet Hans seinem Freund Ruki wieder und die beiden müssen zur Belustigung der Wachmänner gegeneinander kämpfen. Als Ruki einen SS-Mann niederschlägt, wird Hans gezwungen, seinen Freund eigenhändig zu erschießen. Die Erinnerung an die schreckliche Tat lässt Hans nicht los.

## Übersetzungen
- Türkisch (Çingene Boksör) von Gülen İpek Abalı[1]
- Tschechisch (Cikánský Boxer) von Lucie Ceralová[2]
- Französisch (Le Boxeur Tzigane) von Anne-Sophie Seidler[3]

## Auszeichnungen
- 2011: Publikumspreis des Heidelberger Stückemarkts[4]
- 2014: Publikumspreis beim Kinder- und Jugendtheatertreffen Westwind des Westfälischen Landestheaters[5]
- 2015: Nominierung der türkischen Fassung Çingene Boksör für EURODRAM[6]
- 2016: Lars Day Preis für Regisseurin Annette Dorothea Weber[7]
- 2018: Longlist-Nominierung der englischen Fassung Ruki des Freedom of Expression Award von Amnesty International[8]

## Ausgaben
- Rike Reiniger: Zigeuner-Boxer: Monolog. Interview. Chronologie. KLAK Verlag, Berlin 2015. ISBN 3-94376-760-4
- Rike Reiniger: Mit gefesselten Fäusten. Hörbuch, Regie: Paul Worms, Constantin Wiedemann, Griot Verlag, Stuttgart 2024. ISBN 978-3-959980-55-5.

## Verfilmungen
- Zigeuner-Boxer. Kurzfilm von Annetta Dorothea Weber (2020)[9]
- Zigeuner-Boxer. Theaterfilm von Jochen Gehle (2021)[10]